# مركز رازومكوف
مركز رازومكوف خلية تفكير للسياسات العامية غير حكومية في أوكرانيا. تأسس بتاريخ 15 أغسطس 1994.